# グリコーゲン体
グリコーゲン体（グリコーゲンたい、英：Glycogen body）は、鳥類の脊髄にある楕円形の構造で、多量のグリコーゲンを含む特殊な細胞から成る。複合仙骨内に収容されているこの構造の機能は不明だが、動物におけるグリコーゲンの通常の機能、つまりエネルギー貯蔵とは関係ないとされる。グリコーゲン体は一部の非鳥類型恐竜にも存在していた可能性があり、ステゴサウルスなどの動物の「第二の脳」とかつて考えられていた構造を説明できる可能性がある。